# Lebak (Grabag)
Lebak is een bestuurslaag in het regentschap Magelang van de provincie Midden-Java, Indonesië. Lebak telt 3263 inwoners (volkstelling 2010).